# Siège de Valenciennes (1794)
Pour les articles homonymes, voir Siège de Valenciennes.
Guerre de la première coalition
Batailles
Le siège de Valenciennes qui eut lieu entre le 23 août-27 août 1794, pendant la guerre de la Première Coalition, voit la ville reprise par les troupes françaises.

## Préambule
La terreur qui fut adoptée pour principe par la convention nationale décréta que les troupes étrangères, maîtresses des places frontières du nord de la France, (Condé, Valenciennes, siège du Quesnoy et Landrecies) qui ne se soumettraient pas à discrétion, vingt-quatre heures après en avoir été sommées, ne seraient admises à aucune espèce de traité, et passées au fil de l'épée. Ce décret avait pour but, dit Carnot, de frapper l'ennemi d'épouvante, et de le forcer à abandonner sur-le-champ les possessions françaises. Le décret, terrible au premier abord, n'était qu'une mesure pour épargner au contraire le sang, et restituer au courage ce qu'il avait perdu par la trahison ou des peines infinies. On voulait agir promptement, sans qu'il en coûtât ni travaux, ni temps, ni munitions.

## Situation
Pour les troupes Françaises, la bataille de Fleurus fut le signal d'une brillante campagne qui permit la reprise de Le Quesnoy et de Landrecies par les troupes des généraux Schérer et Osten qui arrivaient désormais sous les murs de Valenciennes.
Valenciennes avait deux cent vingt bouchera feu, et une garnison autrichienne de quatre mille huit cents hommes.

## Le siège
Dans les préliminaires à la reprise de Valenciennes, le général Schérer ordonna, le 23 août 1794, au général Osten d'enlever le village d'Anzin, situé dans les faubourgs de la ville pour faciliter l'établissement des batteries et l'ouverture des tranchées.
Après ce combat victorieux le général Français adressa au général commandant autrichien la sommation de rendre la place de Valenciennes, sous 24 heures, peine de passer au fil de l'épée l'ensemble des défenseurs autrichiens.
Celui-ci accepta, dans les 24 heures, les conditions qui lui furent imposées et évacua la place occupée depuis treize mois.
L'armée Républicaine entra triomphante et fut accueillie avec enthousiasme. Le Magistrat, Alexandre Denis Joseph Pujol de Mortry, baron de la Grave, précédé d'un drapeau tricolore et d'une musique guerrière alla au-devant du général Schérer pour le haranguer au nom d'une population qui lui devait sa délivrance.

## Après le siège
À la suite de l'armée de Schérer, arrivèrent à Valenciennes Roger Ducos et Jean-Baptiste Lacoste, députés de la Convention.
La ville qui avait si richement payé sa dette à la révolution française, lui devait encore un funeste tribut. Par un zèle imprudent, les députés mandèrent à la Convention qu'ils avaient trouvé à Valenciennes plus de mille émigrés, et s'empressèrent d'arrêter tous ceux qui s'étaient réfugiés dans la ville pendant le siège, tous les fonctionnaires et magistrats qui avaient accepté des emplois pendant l'occupation. L'abbaye Saint-Jean fut provisoirement transformée en prison. Heureusement ces nombreux détenus furent soustraits à la commission militaire, et conduits au chef-lieu, à Douai, dans la maison dite des Annonciades, où ils furent sauvés par la question intentionnelle. On jugea qu'ils n'avaient servi l'étranger que par force et par contrainte. 
Il n'en fut pas de même des religieuses, des prêtres réfractaires et des émigrés qu'on put trouver dans la ville. On les regarda comme peu dignes d'être envoyés devant le tribunal criminel du département du Nord, et plusieurs d'entre eux furent jugés et exécutés dans les vingt-quatre heures. Enfin du 23 septembre 1794 au 15 décembre de la même année, soixante-sept victimes portèrent leur tête sur l'échafaud.